# 고로케닷넷
고로케닷넷은 2013년 1월 3일에 이준행이 만든 대한민국의 웹사이트이다. 뉴스 고로케, 재밌는 고로케, 심심한 고로케, 방사능 고로케, 런치 고로케, 도트 고로케를 운영하고 있다. 충격 고로케, 카피 고로케, 기자 고로케는 2014년 5월 29일에 집계를 종료하였다.

## 뉴스 고로케
뉴스고로케는 대안 언론만 모아보는 뉴스 포털 사이트이다. 기존 미디어에 실망한 사람들을 위해 만들어진 새로운 뉴스 플랫폼이다. '충격 고로케'와 '일간워스트' 등으로 유명한 소프트웨어 개발자 이준행이 2014년 5월 29일에 만들었다.

## 충격 고로케
충격 고로케는 2013년 1월 3일에 이준행이 만든 고로케닷넷의 사이트이다. 주요 언론사의 기사 중 '충격', '경악' 등의 제목을 단 기사만 추려 보여주는 서비스이다. 처음엔 '충격'이란 제목을 단 기사만 모아 보여줬는데, 이후에는 가장 충격받은 언론사 순위도 보여주었다. '충격'에서 시작했지만, '경악', '헉!', '알고보니'처럼 대중이 익숙하게 속아 왔던 낚시글만 모아 볼 수 있는 기능도 덧붙였다.
2013년 1월 13일, 다음은 뉴스 서비스 미디어다음의 트위터를 통해 "충격적이고 경악스러운 사건들이 이렇게 많은지 몰랐다. 미디어다음 편집자들은 '충격 고로케'에서 언급한 제목의 기사는 편집하지 않기로 결의했다"라고 밝혔다. 이에 다음커뮤니케이션 대외협력실 양현서 차장은 "다음은 이미 내부 편집 원칙에 따라 선정적이거나 자극적인 제목의 기사 편집을 배제해왔다. 이번에 트위터에 게시한 글은 '충격 고로케'의 개설 취지에 공감했기 때문에 작성하게 된 것으로, 새롭게 원칙을 만들었다거나 하는 개념이 아니라 기존의 편집 원칙을 다시 확인하는 차원이다"라고 설명하였다.